# 백학선전
《백학선전》(白鶴扇傳)은 지은이와 연대 미상의 구소설이다. 내용은 중국 명나라에 살던 유백로(劉伯魯)와 여인 조은하(曺銀河)와의 모험적인 사랑을 그린 것이다.